# Tipasa
Tipasa foi uma colónia na província romana Mauritânia Cesariense, hoje chamada Tipaza, e localizada no litoral central da Argélia. Desde 2002, foi declarado pela UNESCO como "Patrimônio Mundial da Humanidade". Havia outra cidade com o mesmo nome: Tipasa na Numídia.

## História

### História antiga
Inicialmente, a cidade era um pequeno e antigo posto comercial púnico conquistado pela Roma antiga e transformado em uma colônia militar pelo imperador Claudio para a conquista dos reinos de Mauritânia. Depois, tornou-se um município chamado "Colônia Élia Augusta Tipasênsio (em latim: Colonia Aelia Augusta Tipasensium), que atingiu a população de 20 mil habitantes no quarto século de acordo com o historiador Gsell.
A cidade romana foi construída em três pequenas colinas com vista para o mar, a quase 20 km a leste de Cesareia (capital de Mauritânia Cesariense). Das casas, a maioria das quais estavam na colina central, nenhum vestígio permanece; mas há ruínas de três igrejas - a Grande Basílica e a Basílica de Alexandre, na colina ocidental, e a Basílica de Santa Salsa na colina oriental, dois cemitérios, banhos, teatro, anfiteatro e ninfeu. A linha das muralhas pode ser distintamente rastreada e, ao pé da colina oriental, os restos do antigo porto.
As basílicas são cercadas por cemitérios, que estão cheios de caixões, todos de pedra e cobertos de mosaicos. A basílica de Santa Salsa, que foi escavada por Stéphane Gsell, consiste em uma nave e dois corredores, e ainda contém um mosaico. A Grande Basílica serviu durante séculos como uma pedreira, mas ainda é possível distinguir o plano do prédio, que foi dividido em sete corredores. Sob os alicerces da igreja estão os túmulos retirados da rocha sólida. Desses, é circular, com um diâmetro de 18 m e espaço para 24 caixões.
Sob o domínio romano, a cidade adquiriu maior importância comercial e militar por causa do seu porto e sua posição central no sistema das estradas costeiras romanas no norte da África. Uma parede de cerca de 7 500 pés (2 300 metros) foi construída em torno da cidade para a defesa contra tribos nômades, e edifícios públicos romanos e distritos de casas foram construídos dentro do recinto. Tipasa tornou-se um importante centro do cristianismo no século III. A primeira inscrição cristã em Tipasa data de 238, e a cidade viu a construção de um grande número de edifícios religiosos cristãos nos últimos III e IV séculos ... Cerca de 372 Tipasa resistiu a um ataque de Firmo, líder de um Berber rebelião que havia ultrapassado as cidades vizinhas de Cesareia (Cherchell moderno) e Icósio (Argel moderno). Tipasa então serviu de base para a contra-campanha romana. No entanto, as fortificações de Tipasa não impediram que a cidade fosse conquistada pelos vândalos em torno de 429, acabando com a prosperidade que a cidade desfrutou durante o período romano. Em 484, durante a perseguição da igreja católica pelo rei vândalo Hunerico, o bispo católico de Tipasa foi expulso e substituído por um bispo ariano, levando muitos habitantes da cidade a fugir para a Espanha. Nas décadas seguintes, a cidade caiu em ruína. Enc. Brit.
Comercialmente Tipasa era de importância considerável, mas não se distinguia na arte ou na aprendizagem. O cristianismo foi inicialmente introduzido e, no terceiro século, Tipasa era uma visão episcopal, agora inscrita na lista da Igreja Católica da lista de titulares.

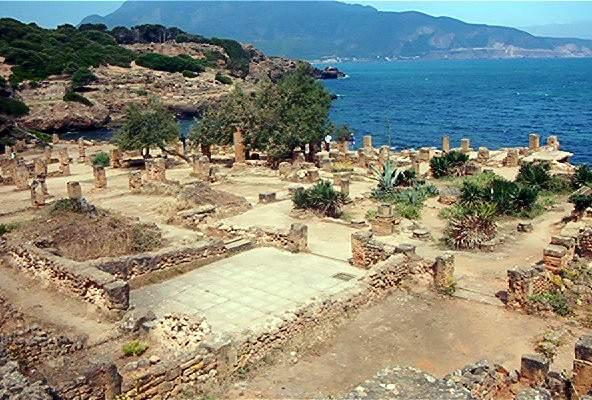
Ruínas da Tipasa romana

A maioria dos habitantes continuou não-cristã até que, segundo a lenda, Salsa, uma donzela cristã, jogou a cabeça de seu ídolo de serpente no mar, após o que a população enfurecida a apedrejaram até a morte. O corpo, milagrosamente recuperado do mar, foi enterrado, na colina acima do porto, numa pequena capela que deu lugar posteriormente à majestosa basílica. O martírio da salsa ocorreu no século IV. Em 484, o rei vândalo Hunerico (r. 477–484) enviou um bispo ariano para Tipaza; depois disso, um grande número de habitantes fugiu para a Espanha, enquanto muitos dos restantes foram cruelmente perseguidos.
Tipasa reviveu por um breve período durante a ocupação bizantina no século VI, mas recebeu o nome da língua árabe, Tefassede (Tefassed), quando os árabes chegaram lá. O termo traduzido significa muito danificado.

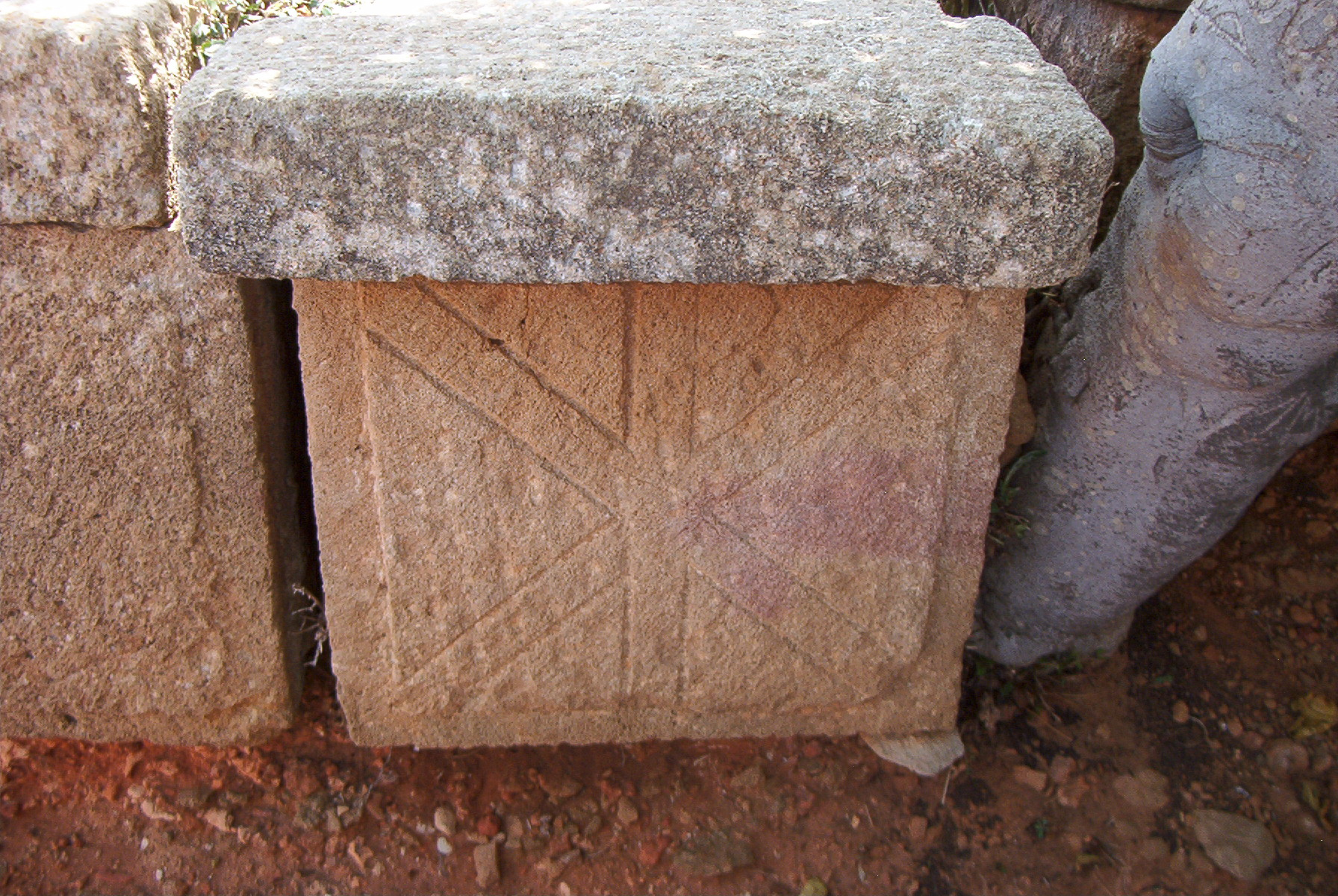
Túmulo de um cristão em uma basílica romana em Tipasa

No terceiro século, o cristianismo foi adorado por todos os berberes romanizados e colonos romanos de Tipasa. A partir deste período vem o epitáfio cristão mais antigo na África romana datado de 17 de outubro de 237 Em Tipasa foram construídas as maiores basílicas da Argélia: a basílica Alexander e a basílica de Santa Salsa.
Tipasa foi parcialmente destruído pelos vândalos em 430, mas foi reconstruído pelos bizantinos um século depois. No final do século VII, a cidade foi destruída pelos árabes e reduzida a ruínas.

### Era moderna
Em 1857 foi resolvida novamente a área, com a criação da cidade de Tipaza que agora tem quase 30 mil habitantes. A cidade e seus arredores abriga o maior grupo de berber do oeste da Argélia, o povo Chenoua.

### Homenagem a Albert Camus
Em 1961, dentro das ruínas romanas, de frente para o mar e para o monte Chenoua, foi erigida uma estela em homenagem a Albert Camus com esta frase em francês extraída de sua obra Noces à Tipasa : “Entendo aqui o que se chama glória: o direito de amar desmedidamente" (« Je comprends ici ce qu'on appelle gloire : le droit d'aimer sans mesure. »).

## Tipasa na Numídia
Às vezes, Tipasa é chamado de "Tipasa na Mauritânia", porque havia outra Tipasa na África romana. Na verdade, outra cidade chamada Tipasa estava localizada na província romana de Numídia (o motivo pelo qual é referido como "Tipasa na Numídia" é para distingui-lo de "Tipasa na Mauritânia"). Esta segunda Tipasa está localizada no que é agora a Província de Constantino, Argélia, a 88 km (55 mi), no sul de Annaba, a 957 m acima do mar: agora é chamado Tifesh. A principal ruína é a de uma extensa fortaleza, cujas paredes são de 3 metros de espessura.

## Galeria

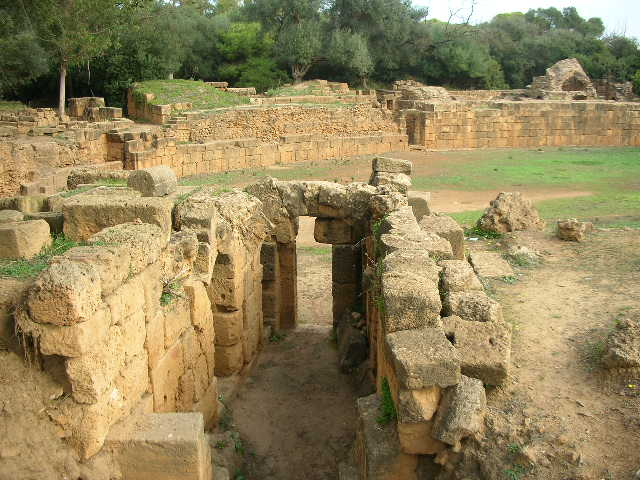
Fotografia de Tipasa, Argélia
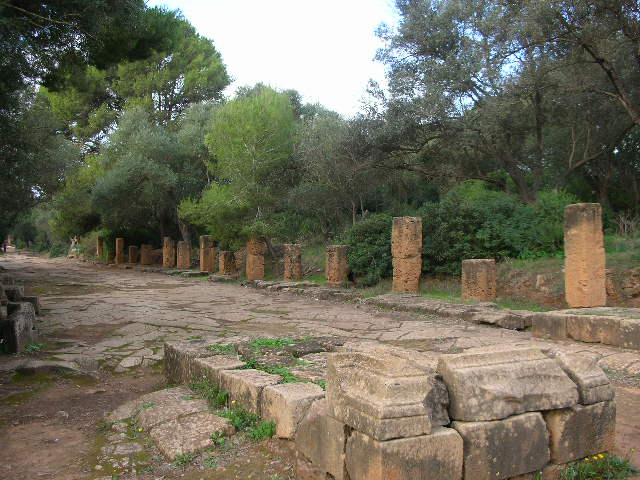
Ruínas romanas em Tipasa (basílica)
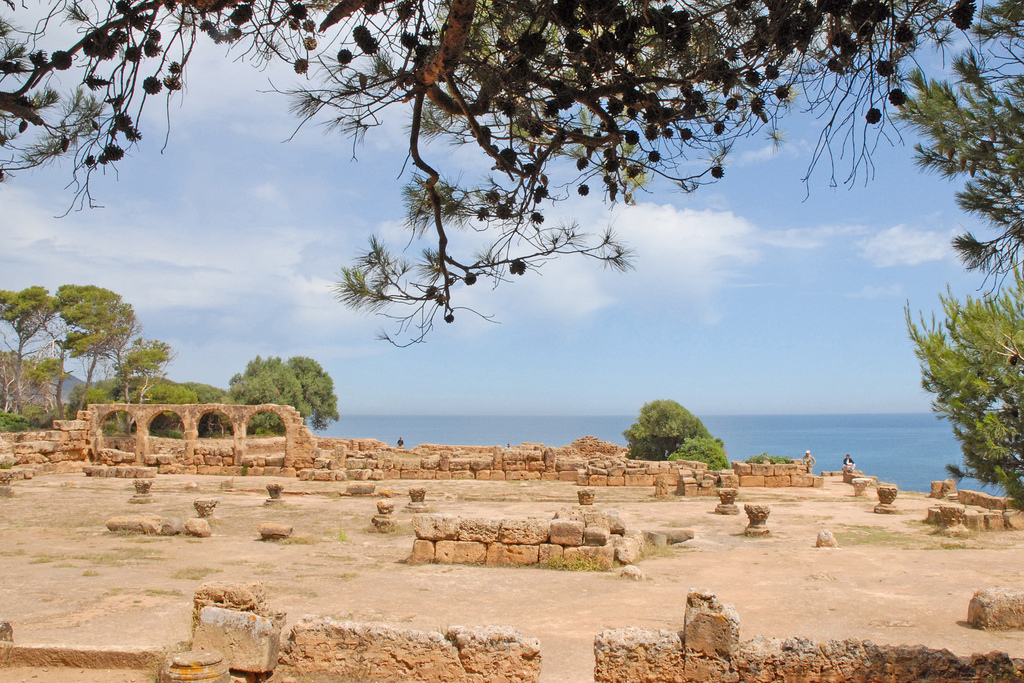
Vestígios de uma igreja cristã
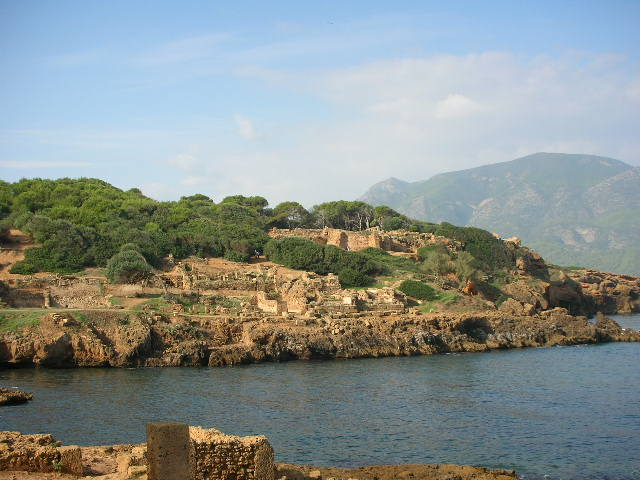
Ruínas romanas de Tipasa
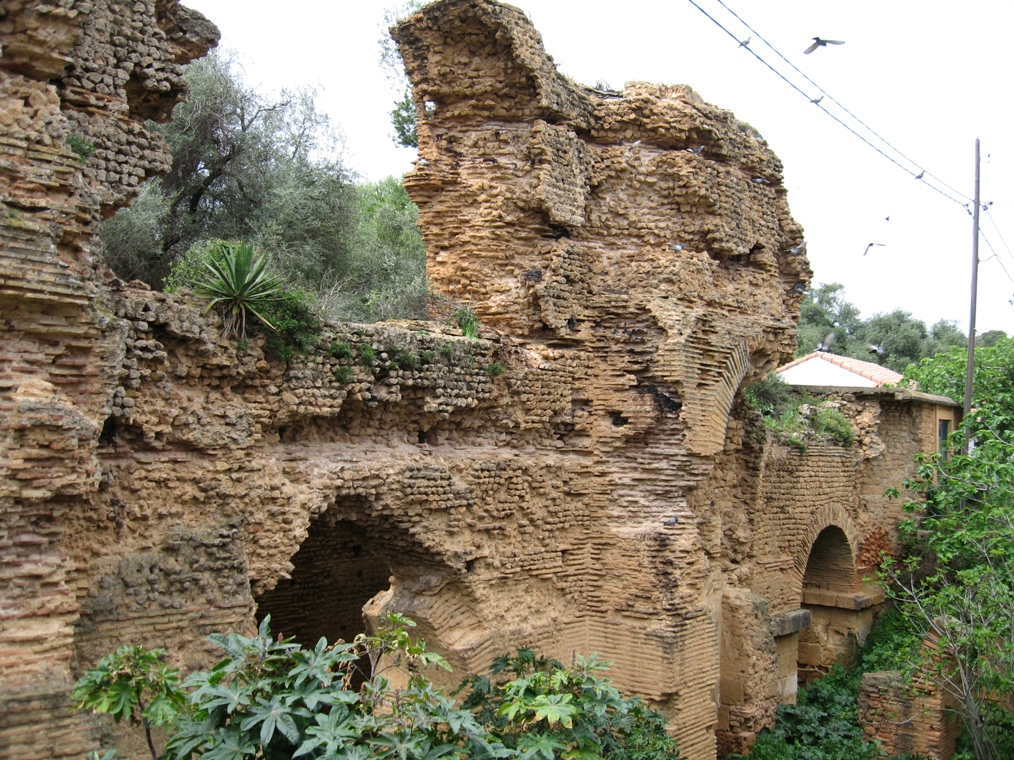
Fotografia em Tipasa, Argélia
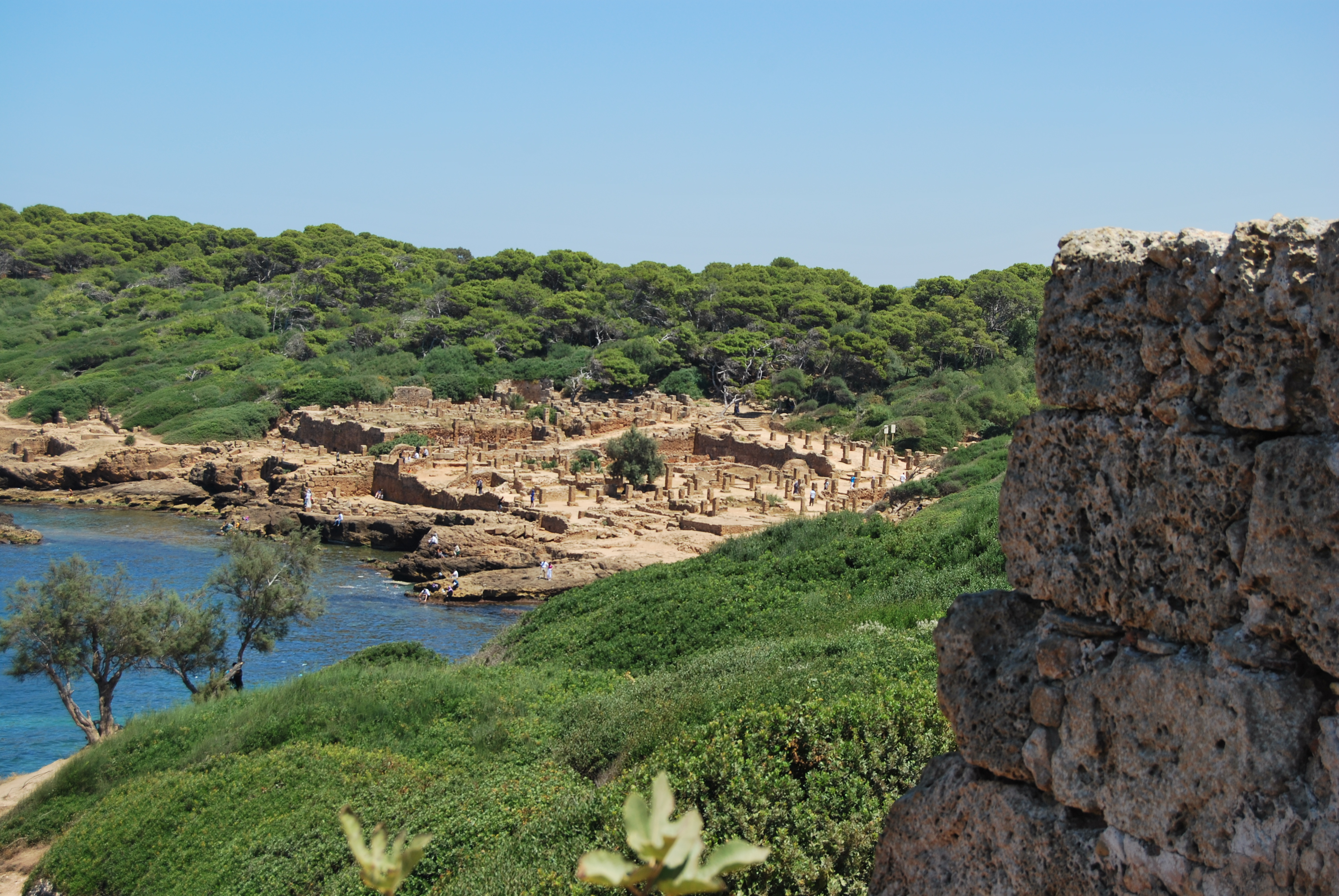
Vista panorâmica de Tipasa
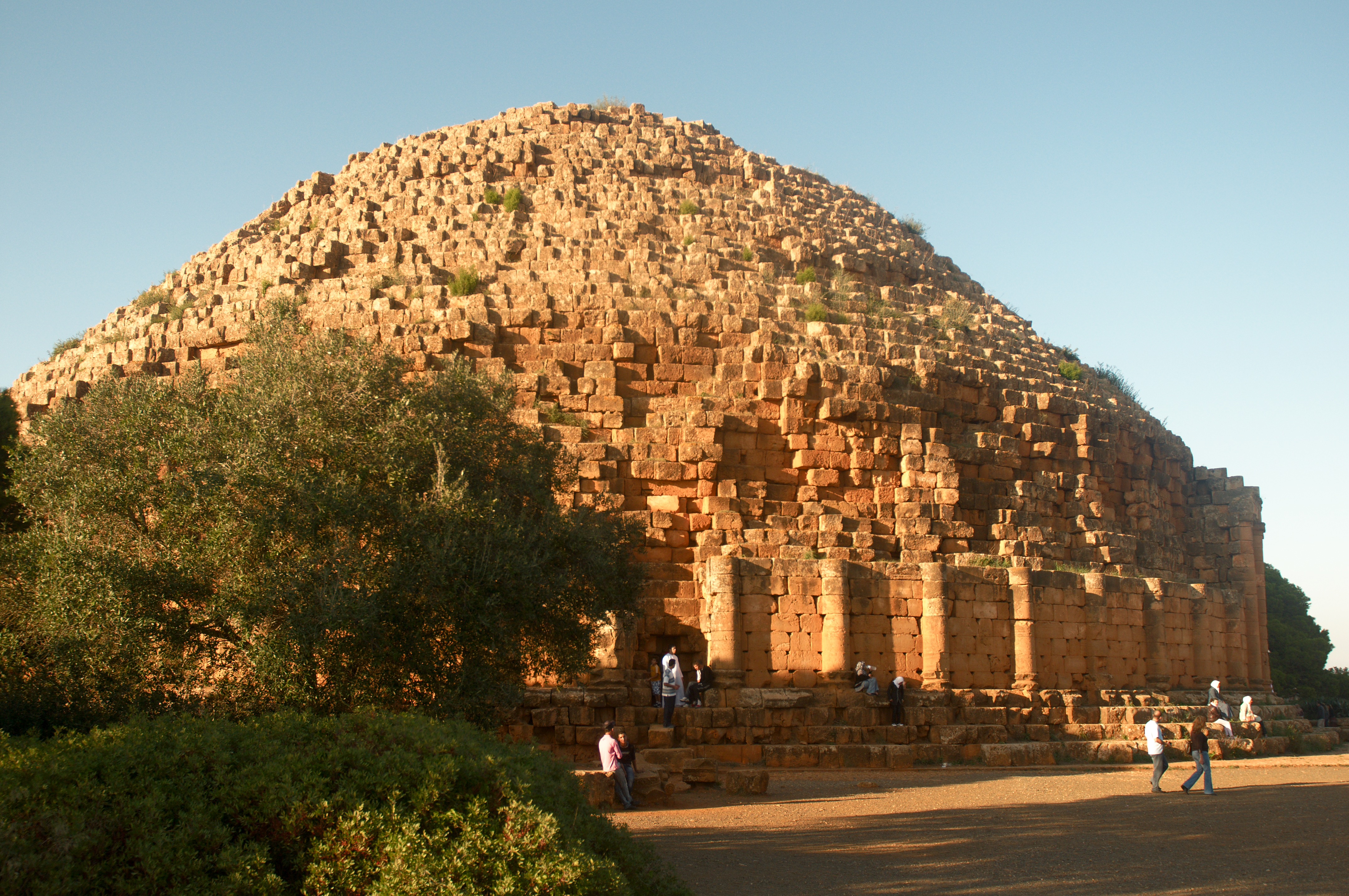
Túmulo de Juba II e Cleopatra Selene II
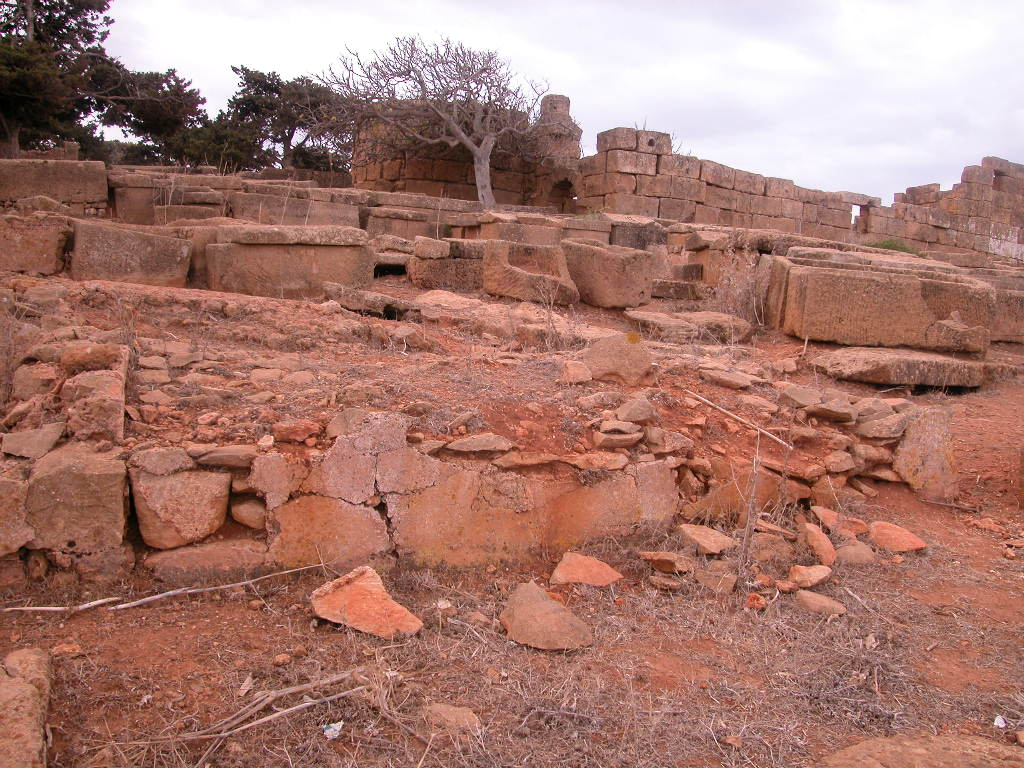
Base de uma parede